# Asheville City SC
El Asheville City SC es un equipo de fútbol de Estados Unidos que juega en la USL League Two, la cuarta división nacional.

## Historia
Fue fundado el 14 de noviembre de 2016 en la ciudad de Asheville, North Carolina como uno de los equipos de expansión de la NPSL para la temporada 2017, liga en la que estuvieron por tres años, logrando clasificar a playoffs en todas ellas y llegando a la final de conferencia en 2019.
En octubre de 2019 anunciaron que jugarían en la USL League Two en la temporada 2020, temporada que fue cancelada por la Pandemia de Covid-19, teniendo que ahcer su debut en la liga un año después no pudiendo clasificar a los playoff.

## Rivalidades
Los rivales de Asheville City son el Chattanooga FC, con quien juega el "Blue Ridge Derby"; y también juega el "Carolina Clasico" con el Greenville FC.